# Barbury Castle
Barbury Castle ist eine keltische Wallburg aus der Eisenzeit um 600 v. Chr. bei Swindon, Grafschaft Wiltshire, Großbritannien. 

## Lage
Barbury Castle liegt circa 7 km südlich von Swindon, abseits aller heutigen Ortschaften inmitten des Dreiecks Wroughton, Marlborough, Avebury am Westende eines Hügelkamms am Nordrand des Hügellands von Marlborough (Marlborough Downs). Es liegt im Grasland inmitten eines Country Parks (seit 1971) bzw. Local Nature Reserve (seit 2004).

## Beschreibung
Das Hillfort besteht aus zwei, an manchen Stellen bis zu vier konzentrischen Ringwällen, die durch Gräben voneinander getrennt sind. Die Höhendifferenz zwischen Talsohle und Kamm beträgt heute noch stellenweise mehr als 8 m. Im Westen und Osten sind die Wälle durchbrochen, um einen ebenen Zugang zu ermöglichen. Im Osten ist der Eingang durch zwei deutlich kleinere halbkreisförmige Ringe geschützt. Der Innendurchmesser in Ost-West-Richtung beträgt knapp 200 m, in Nord-Süd-Richtung etwa 120 m, die Fläche einschließlich der Wallanlagen beträgt etwas mehr als 11 Acres (circa 4,5 ha)

## Geschichte
Die Anlage wurde von einem Keltenstamm der Eisenzeit um circa 600 v. Chr. als Schutz vor feindlichen Nachbarstämmen angelegt. 
Neben Funden aus der Eisenzeit wurden bei Grabungen auch Gegenstände aus der Römerzeit gefunden, ohne dass es weitere Anhaltspunkte dafür gibt, dass der Ort von Römern besiedelt wurde. 